# Kalifornien in Flammen
Kalifornien in Flammen (Originaltitel: California Conquest) ist ein US-amerikanischer Western aus dem Jahr 1952 von Lew Landers mit Cornel Wilde und Teresa Wright in den Hauptrollen. Der Film wurde von Esskay Pictures produziert und von Columbia Pictures in den Verleih gebracht.

## Handlung
In den Jahren zwischen 1825 und 1841 wird Kalifornien, eine Provinz Mexikos, von inneren Konflikten erschüttert. Während Frankreich und Russland versuchen, in dem reichen Land Fuß zu fassen, hoffen viele Einwohner Kaliforniens auf eine Annexion durch die Vereinigten Staaten, da sie sich Freiheit davon erhoffen. Einer dieser Kalifornier ist Don Arturo Bordega, der in Richtung La Reina de Los Angeles reitet, um beim Büchsenmacher Sam Lawrence Verteidigungswaffen zu kaufen. Arturo und sein Diener Juan werden von Banditen verfolgt, aber es gelingt ihnen, ihren Angreifern zu entkommen und sicher in Los Angeles anzukommen. Arturo und mehrere andere Kalifornier, darunter die ehrgeizigen und gierigen Brüder Ernesto und Fredo Brios, wollen am Abend bei einem Ball mit Captain Fremont über das US-Interesse an dem Gebiet sprechen. Als Fremont sich Los Angeles nähert, greifen dieselben Banditen, die Arturo und Juan attackierten, seine Kutsche an und töten alle außer ihn. Beim Ball am Abend scheint Ernesto, der hofft, Gouverneur von Kalifornien zu werden, überrascht zu sein, als Fremont zu dem Treffen erscheint. Mit bandagiertem Kopf erklärt Fremont, dass die USA nicht die Absicht hätten, sich in die internen Konflikte Mexikos einzumischen. Eine Annexion würde von dem Beweis abhängen, dass die Mehrheit der Kalifornier einen solchen Schritt unterstützen würde. 
Nach Fremonts Abreise deutet Fredo an, dass Arturo eine Bedrohung für ihre Pläne darstellt, woraufhin Ernesto Arturo zu einem Duell herausfordert, weil er ihn früher am Tag beleidigt habe. Ihr wütender Schwertkampf endet mit Ernestos Tod, doch in diesem Moment überfallen die Banditen unter der Führung von José Martinez die Büchsenmacherwerkstatt, töten Sam und stehlen seine Schusswaffen. Sams schöne Tochter Julia ist durch den Mord an ihrem Vater am Boden zerstört, und als sie erfährt, dass Arturo plant, Martinez' Bande zu infiltrieren, folgt sie ihm zu Pferd. Arturo fühlt sich zu Julia hingezogen und ist um ihre Sicherheit besorgt. Er befiehlt ihr, nach Hause zurückzukehren, doch sie erklärt, dass sie eine ausgezeichnete Schützin und entschlossen sei, den Tod ihres Vaters zu rächen und schließt sich ihm bei der Verfolgung von Martinez an. In Monterey erfahren sie, dass die Brios-Brüder Martinez angeheuert haben, um die Waffen zu stehlen. Als armer Arbeiter verkleidet, raubt Arturo Martinez seinen Lohn und kehrt zu Julia zurück, dicht gefolgt vom Banditen. Dort täuscht er Bewunderung für Martinez vor und nennt ihn den „Freund des Volkes“, weil er sich der Übernahme Kaliforniens durch die „Gringos“ widersetzt. Martinez ist geschmeichelt und nimmt Arturo und seine „Frau“ Julia in seine Bande auf. 
Die Banditen überfallen und brennen die Ranches vieler kalifornischer Landbesitzer nieder, die für die Annexion sind, aber bei jedem Angriff hinterlässt Arturo heimlich dieselbe Notiz: „Seid mutig.“ In Fort Ross trifft sich Fredo mit Graf Alexander Rotcheff und Prinzessin Helena de Gagarine, der Nichte des russischen Zaren. Da Fredo Martinez dafür bezahlt hat, die Landbesitzer einzuschüchtern und einen Waffenvorrat zu sichern, sagt er voraus, dass es keine Probleme geben wird, wenn die Soldaten des Zaren Kalifornien unter russischen Schutz stellen. Als Gegenleistung für seine Hilfe werden die Russen Fredo zum Gouverneur des Territoriums machen. Julia versucht, der Martinez-Bande zu entkommen, um die Bürger vor den Übernahmeplänen zu warnen, wird jedoch gefasst. Arturo wird für ihr Vergehen ausgepeitscht, woraufhin sie sich eine Waffe schnappt, ihre wahre Identität preisgibt und Martinez erschießt. Julia reitet zum Büro des Gouverneurs, um Hilfe zu holen, während Arturo sich auf den Weg zu Fredos Hacienda macht.
Julia erfährt, dass der mexikanische Gouverneur keine Truppen hat, um die Provinz vor dem drohenden russischen Angriff zu verteidigen. Einige Bürger schließen sich jedoch zusammen und machen sich auf den Weg zur Hacienda. Unterdessen schleicht sich Arturo in Fredos Haus und tötet ihn in einem brutalen Kampf. Julia und ihre Bürgergruppe nehmen die russische Prinzessin gefangen, aber die angreifenden russischen Soldaten sind den Kaliforniern zahlenmäßig überlegen. Während des Kampfes laden Arturo und Julia ein Pulverfass auf einen Wagen, zünden die Zündschnur an und schieben den Wagen in Richtung der Russen, wo er explodiert. Nachdem die russische Bedrohung gebannt ist, planen Julia und Arturo ihre gemeinsame Zukunft.

## Hintergrund
Gedreht wurde der Film vom 11. bis zum 30. Juni 1951.
In der Presse wurde berichtet, dass Columbia die Rechte an Johnston McCulleys Fortsetzungsgeschichte „The Curse of Capistrano“ aus dem Nachlass von Douglas Fairbanks sr. erworben hatte. Die Geschichte, 1920 als Das Zeichen des Zorro verfilmt, diente nur als Inspiration für „Kalifornien in Flammen“.
Eine Pressemeldung gab im April 1951 an, dass Patricia Medina für eine Hauptrolle in Betracht gezogen wurde. Eine vom Studio bereitgestellte Zusammenfassung der Handlung des Films, die in der Bibliothek der Academy of Motion Picture Arts and Sciences enthalten ist, nennt Robert Shayne als Darsteller des Captain Fremont, der jedoch von George Eldredge gespielt wurde. Weitere Meldungen gaben an, dass der Film teilweise in Sonora gedreht wurde.

## Synchronisation
Die deutsche Synchronfassung entstand 1996.
| Rolle                         | Schauspieler    | Deutscher Synchronsprecher |
| ----------------------------- | --------------- | -------------------------- |
| Don Arturo Bordega            | Cornel Wilde    | Jürgen Kluckert            |
| Julia Lawrence                | Teresa Wright   | Claudia Lehmann            |
| José Martinez                 | Alfonso Bedoya  | Gerd Holtenau              |
| Prinzessin Helena de Gagarine | Lisa Ferraday   | Liane Rudolph              |
| Ernesto Brios                 | Eugene Iglesias | Peter Reinhardt            |
| Fredo Brios                   | John Dehner     | Rüdiger Joswig             |
| Graf Alexander Rotcheff       | Ivan Lebedeff   | Hans Klima                 |
| Don Bernardo Mirana           | Tito Renaldo    | Bernd Rumpf                |
| Fray Lindos                   | Renzo Cesana    | Henning Gissel             |
| Ignacio                       | Baynes Barron   | Gerald Paradies            |
| Pedro                         | Rico Alaniz     | Roger Faika                |
| Juan Junipero                 | Edward Colmans  | Klaus Lochthove            |
| Cpt. Fremont                  | George Eldredge | Jochen Schröder            |
| Sam Lawrence                  | Hank Patterson  | Krikor Melikyan            |

Den Prolog der deutschen Fassung sprach Herbert-Günther Schmidtke.

Anmerkung: Die kursiv geschriebenen Namen sind Rollen und Darsteller, die nicht im Abspann erwähnt wurden.

## Veröffentlichung
Die Premiere des Films fand am 7. Juni 1952 in New York statt. In der Bundesrepublik Deutschland kam er am 12. Januar 1953 in die Kinos, in Österreich im Oktober 1953.

## Kritiken
Howard Thompson von der The New York Times befand, dass das düstere, chaotische Ergebnis eines bleiernen Szenarios von Robert E. Kent noch langweiliger und absurder als die meisten vorherigen Produktionen von Herrn Katzman sei.
Das Lexikon des internationalen Films schrieb: „Durchschnittlich inszenierter B-Western vor historischem Hintergrund, mit deutlich antirussischer Tendenz.“
Die Filmzeitschrift Cinema zog das Fazit: „Hilfe, die Angst vor den Russen geht um.“